# نيكوس فيتولاس
نيكوس فيتولاس (باليونانية: Νίκος Βετούλας)‏ مواليد 6 فبراير 1974 في باتراس، هو مدرب كرة سلة يوناني ولاعب سابق. بدأ مسيرته الاحترافية في سنة 1994. يدرب في الدوري اليوناني لكرة السلة. يبلغ طوله 6 قدم 4 بوصة (1.9 م). اعتزل اللعب في 2008.

## المسيرة الاحترافية
لعب مع نادي أريس لكرة السلة في موسم 2003–2004، ثم لعب مع أماتوري أوديني من سنة 2004 إلى 2006، ثم لعب مع نادي إيه إي كي لكرة السلة في موسم 2006–2007، ثم لعب مع سي بي مورسيا في الدوري الإسباني في سنة 2007، ثم لعب مع أماتوري أوديني في موسم 2007–2008.

## روابط خارجية
- نيكوس فيتولاس على موقع الاتحاد الدولي لكرة السلة (الإنجليزية)
- نيكوس فيتولاس على موقع الدوري الإسباني لكرة السلة (الإسبانية)
- نيكوس فيتولاس على موقع كرة السلة الأوروبية.كوم (الإنجليزية)
- نيكوس فيتولاس على موقع DraftExpress.com (الإنجليزية)
- نيكوس فيتولاس على موقع ريلجم (الإنجليزية)
- نيكوس فيتولاس على موقع بروبوليرز (الإنجليزية)
- نيكوس فيتولاس على موقع سبورتس رفرنس (الإنجليزية)